# 天平疫病大流行
天平疫病大流行（日语： Tenpyō no ekibyō dairyūkō）為日本奈良時代天平七年（735年）至天平九年（737年）的一次地區性天花疫情，該次流行造成約100-150萬人口死亡，約佔全日本約三分之一的人口，是历史上致死人数最多的流行病之一。疫情原發於九州一帶，後來蔓延至首都平城京爆發。到了737年6月，疫情已導致朝政停擺，也導致當時把持朝政的藤原四兄弟相繼病亡。該次疫情對日本社會、經濟，以及宗教造成深遠的影響。

## 背景
在疫情爆發的數十年之前，日本政府採納了中國傳入的疫情通報機制。在《養老律令》中的〈公式令〉上即有紀載：「凡國有大瑞，及軍機，災異，疫疾，境外消息者，各遣使馳驛申上」，要求國司派遣官員向朝廷報告疫情，統計當年患病人數，如果高於正常年份的患病人數，則向朝廷報告。雖然囿於當時醫學水準的限制，當時的官員無法準確判斷疫病的種類，但這樣的制度對於此次疫情的控制及疫情記錄具有重大的幫助。

## 疫情
隨著日本與亞洲大陸的交流增加，傳入的疫病種類及頻率也漸次增加。735年8月，九州北部的太宰府開始爆發疫情。根據平安時代末期的一本史書紀載，該次疫情源自於一艘「野蠻人之船」（野蛮人の船）上的漁民。有史家認為有可能是遣新羅使及遣唐使從亞洲大陸傳至日本，或是源自於與朝鮮半島交流的日本漁民。
疫情迅速蔓延至整個九州北部，8月23日，由於疫情嚴重，大宰府宣布免除九州居民的部分稅務。然而隔年疫情持續蔓延，造成大量農民死亡，耕地廢耕，使該地糧食產量急遽下降，進而導致飢荒。
736年2月，聖武天皇任命新任遣新羅使。4月，以阿倍繼麻呂為首的代表團，從平城京經由九州北部前往新羅。代表團在旅途中染上了天花，隊員雪宅滿甚至在到達新羅之前即病死於壹岐島。後來團長阿倍繼麻呂也在回程病死於對馬島，倖存的成員則回到平城京。737年（天平9年），疫情擴大至本州，成為全國性的天然痘流行病。737年6月，許多官員也染上天花，導致朝政幾乎停擺。7月，大和國、伊豆國、若狹國、伊賀國、駿河國、長門國相繼爆發大規模疫情。到了8月，免稅的範圍擴大到了日本各地。直至738年疫情才止歇。該次疫情不只導致大量庶民死亡，許多貴族也死於此次疫情，包括當時主持朝政的藤原四兄弟等人都相繼死亡，使橘诸兄的勢力大增。
日本史研究者威廉·韋恩·法里斯（William Wayne Farris）利用《正倉院文書》的稅務紀錄推估，該次疫情約造成100-150萬人死亡，約占當時全日本總人口的25–35％，在有些地區甚至比例更高。疫情除了造成人口銳減之外，也導致大規模的住民遷徙以及勞動力結構失衡，並對於建設及農業發展產生重大的影響。

## 後續

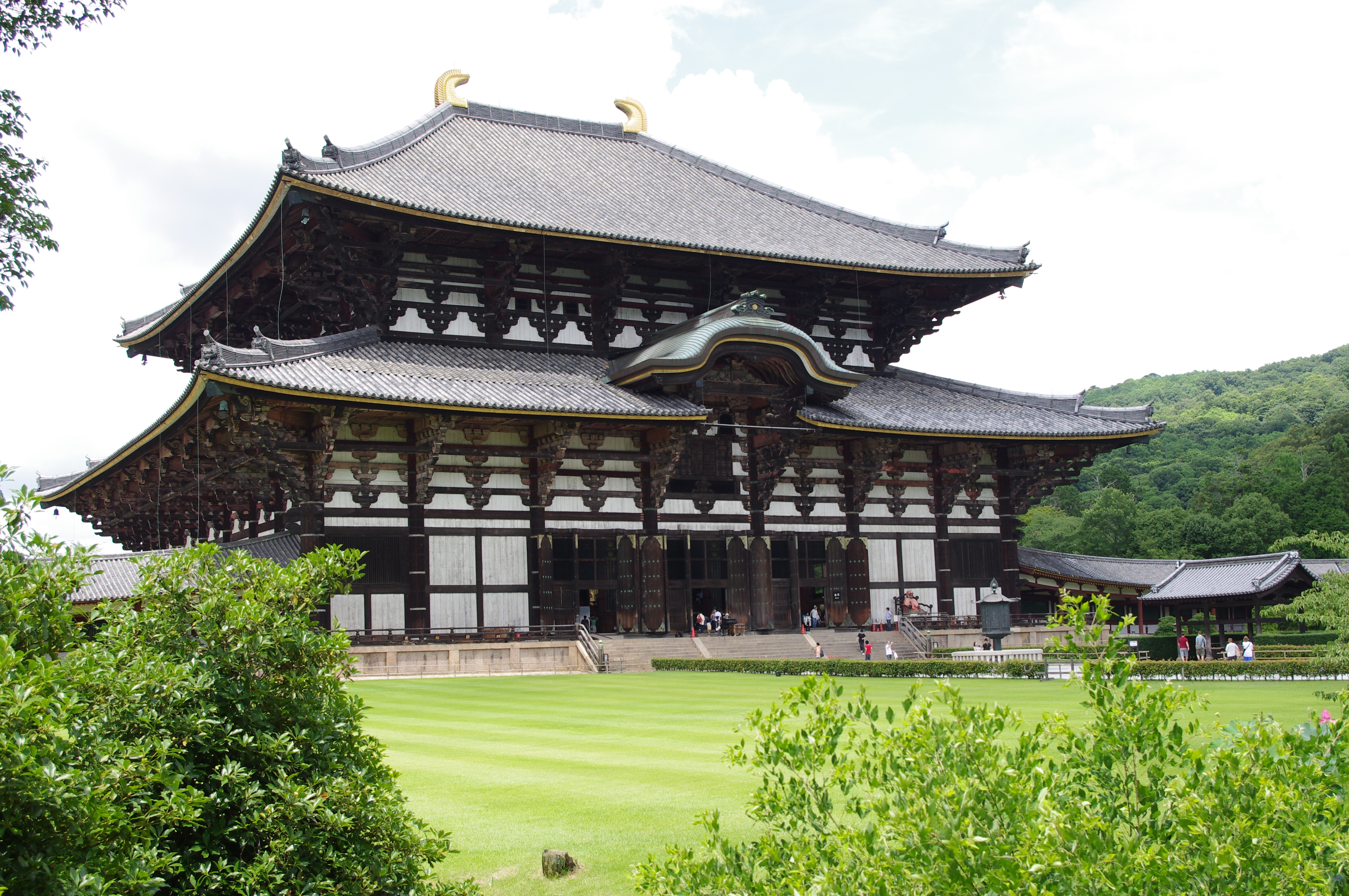
東大寺大佛殿。疫情後，聖武天皇敕命建造東大寺毗盧遮那佛像，及著名的奈良大佛。

疫情結束後，日本朝廷執行了一系列政策，欲使離散的人口紮根並復興農業發展。疫情結束後幾年，朝廷頒布了《墾田永年私財法》，允許農民擁有土地，使農民耕作意願提升，以提高農業生產率。
聖武天皇認為自己對疫情的爆發有個人責任，因此大力推廣佛教，命令修建東大寺及建造奈良大佛，並大力資助在各地設立國分寺及其他佛教建築。然而，光是奈良大佛一項的花費，即幾乎造成國家的財政接近破產。
在此次疫情之後，日本仍發生了幾次天花疫情，但皆僅限於地區流行，不再發生大規模的全國疫情。

## 大衆文化
2017年，澤田瞳子所發表的歷史小説《火定》即是以此次疫情為題材，並入圍第158屆直木賞。